# Villa Serbelloni

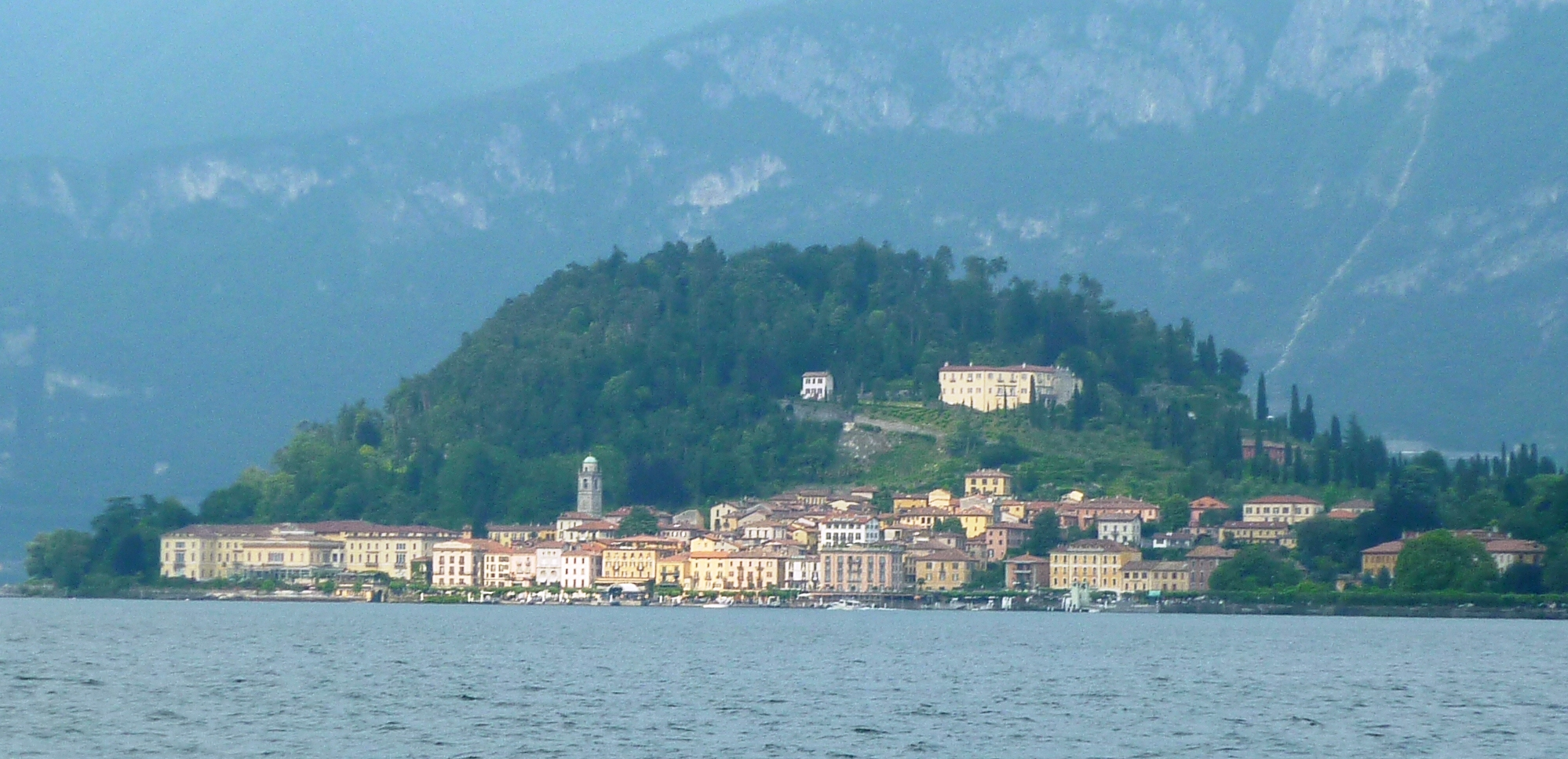
Villa Serbelloni über Bellagio

Die Villa Serbelloni ist eine Villa auf einem Hügel oberhalb von Bellagio. Sie ist heute im Besitz der Rockefeller-Stiftung.
Bereits in römischer Zeit befand sich auf dem Grundstück vermutlich eine Villa, wenngleich nicht an gleicher Stelle. Plinius der Jüngere beschreibt sie als »Villa Tragedia« weil sie auf hohen Mauern erbaut war, ähnlich den hohen Schuhen (Cothurni) der Schauspieler der klassischen Tragödie. Die genau Lage dieser Villa des Plinius ist noch nicht lokalisiert. Auf der Anhöhe soll bereits Theoderich ein Kastell, vermutlich einen einfachen Turm, wieder aufgebaut haben. Um 800 berichtet die Überlieferung, dass Liutprant der Lombarde hier einen Herrschaftssitz erbaut habe. Die Festung wurde 1375 zerstört, da sie als Stützpunkt für Räubereien diente. 1489 erwarb Marchesino Stanga († 1500), Schatzmeister des Ludovico il Moro, die Halbinsel von Daniele Birago und erbaute auf dem südlichen Hang einen Palast an der Stelle der heutigen Villa Serbelloni. Der Turm einer zwischen 1080 und 1100 erbauten Kirche wurde miteinbezogen, er ist heute noch der Turm der Villa. 1493 kam hierher Bianca Maria Sforza, die Nichte von Ludovico, auf dem Weg zur Hochzeit mit Maximilian. 1493 erhielt Stanga das Lehen Riviera, damit wurde die Villa zum Mittelpunkt der Herrschaft. 1533 übergab Francesco II. Sforza das Lehen Riviera an Francesco Sfondrati und verlieh ihm den Titel Graf von Riviera. 1538 erwarb er von den Töchtern Stangas die zerstörte Villa und baute sie wieder auf. Ein Nachkomme von ihm, Hercules Sfondrati († 1637), ließ auf der Halbinsel viele Gebäude errichten. Die Villa blieb bis 1788 im Besitz der Familie bis mit Graf Carlo Sfondrati der letzte Namensträger verstarb. Er vermachte das Anwesen aus Freundschaft an Herzog Alexander Serbelloni, die Herrschaft verblieb jedoch bei der Regierung. Er war eigentlich der zweite Erbauer der Villa und gestaltete auch den Park. Sein Bruder war Gian Galeazzo Serbelloni. Der Nachkomme Ferdinand Serbelloni war Feldmarschall (1835) in der österreichischen Armee. Seine Erben verpachteten die Villa einem Hotelbesitzer. 1907 wurde sie an eine Schweizer Gesellschaft verkauft, die sie als Grand Hotel führte. 1930 erwarb Ella Walker (1875–1959), spätere Ehefrau von Alexander von Thurn und Taxis (Principe della Torre e Tasso, Duca di Castel Duino) die Villa und wandelte sie wieder in ein privates Anwesen um. Sie wohnte hier bis 1959 und vermachte die Villa der Rockefeller-Stiftung, die das Anwesen erhält und der Wissenschaft unter dem Namen „Bellagio Center“ zur Verfügung stellt.
Die Villa Serbelloni ist nicht zu verwechseln mit dem Grand Hotel Villa Serbelloni (via T. Olivelli 1), das sich ebenfalls in Bellagio, aber 400 Meter weiter direkt am See befindet.